# Alexander Leopold af Østrig
Ærkehertug Alexander Leopold af Østrig (14. august 1772 – 12. juli 1795) var en østrigsk ærkehertug, der var palatin af Ungarn fra 1790 til 1795. Han var søn af  den Tysk-romerske kejser Leopold 2. og yngre bror til kejser Frans 2.

## Biografi

### Tidlige liv
Ærkehertug Alexander Leopold blev født den 14. august 1772 som den fjerde søn af den daværende Storhertug Peter Leopold af Toscana i hans ægteskab med Infantinde Maria Ludovika af Spanien, datter af kong Karl 3. af Spanien. Han blev født i Villa di Poggio Imperiale syd for Firenze, hovedstaden i Toscana.
Hans far var en yngre søn af Maria Theresia af Østrig og den Tysk-romerske kejser Frans 1. Stefan. Leopold havde ved faderens død i 1765 arvet storhertugdømmet Toscana, som han regerede, indtil han i 1790 blev Tysk-romersk kejser som Leopold 2. ved storebroderen kejser Josef 2.s død. Han voksede op med sine mange søskende ved faderens hof i Toscana. Under sin uddannelse havde han især interessere for matematik og kemi.

### Palatin af Ungarn
Den unge ærkehertug rejste i 1790 med sine brødre Karl, Ferdinand og Josef til Wien, da hans far blev kejser.
I kongeriget Ungarn var der ikke siden 1765 blevet udnævnt en palatin, der var det højeste embede i riget, der fungerede som statholder. Det ændrede Leopold 2. imidlertid og tillod valget af en palatin. Allerede i 1790 valgte den ungarske rigsdag Alexander Leopold til palatin. Dermed var han den første habsburger, der beklædte dette embede. Han beholdt også embedet efter farens død i 1792, og hans bror Frans 2. blev kejser.
Til at starte med førte han som sin far en moderat regering. Dette ændrede sig imidlertid, efter den jakobinske sammensværgelse i 1794. Han lod oprørerne straffe hårdt, selv moderate embedsmænd blev udskiftet, og hans styre var hovedsagelig baseret på undertrykkelse. Efter henrettelsen af sammensværgelsens ledere, vendte han i 1795 tilbage til Wien for at styrke sit svigtende helbred. I et memorandum om situationen i Ungarn, som han skrev efter sammensværgelsen, gav han udtryk for et temmelig konservativt verdenssyn. Han mente ikke, at forskelle mellem klasser og stænder burde overvindes, i stedet plæderede han for bevare dem, især på uddannelsesområdet.

### Død
Da han var meget interesseret i kemi, forberedte han personligt et festfyrværkeri i Laxenburg til ære for sin svigerinde og kusine kejserinde Maria Theresia. Forberedelserne gik imidlertid galt og førte til en eksplosion, der dræbte Alexander Leopold. Han blev begravet i Kejserkrypten i Kapucinerkirken i Wien. Hans hjerte blev begravet separat og opbevares i hjertekrypten i Loretokapellet i Augustinerkirken i Wien.
Embedet som palatin af Ungarn gik i arv til hans lillebror Josef.

## Eksterne links
- Wikimedia Commons har flere filer relateret til Alexander Leopold af Østrig

| Alexander Leopold af ØstrigHuset Habsburg-LothringenSidelinje af Huset LothringenFødt: 14. august 1772 Død: 12. juli 1795 |                               |                                |
| Politiske embeder |                               |                                |
| Foregående: Ledig | Palatin af Ungarn 1790 – 1795 | Efterfølgende: Josef af Østrig |